# Избори за заступнике Срба у Хрватском сабору 2007.
Избори за заступнике Срба у Хрватски сабор 2007. су одржани 17. октобра у оквиру шестих парламентарних избора за именовање 3 посланика српске националне мањине у шестом сазиву Хрватског сабора. Други су избори у којима српска мањина бира три загарнтована саборска посланика темељем Уставног закона о правима националних мањина.
Три посланика српске националне мањине заједно с осталим посланицима других националних мањина у Републици Хрватској бирају се у 12. изборној јединици.
Изборе је добила Самостална демократска српска странка које је освојила сва три мандата, као и на изборима 2003. године. У Сабор су изабрани Милорад Пуповац, Војислав Станимировић и Ратко Гајица.
Након парламентарних избора Владу Републике Хрватске формирала је Хрватска демократска заједница са коалиционим партнерима међу којима је био и СДСС.

## Резултати
Резултати су објављени 22. децембра на којима је утврђено да је гласало 25.888 (13,59%) од укупно 190.510 бирача. Неважећих листића било је 679 (2,64%).
| Бр. | Кандидат               | Странка                                  | Гласови | %     |
| --- | ---------------------- | ---------------------------------------- | ------- | ----- |
| 1   | Младенка Атанацковић   | Хрватска странка младих                  | 896     | 1,46  |
| 2   | Душан Црнковић         | Српска народна странка                   | 1.196   | 1,96  |
| 3   | Јелица Чанак           | Хрватска странка младих                  | 705     | 1,15  |
| 4   | Перо Дејановић         | Абецеда демокрације                      | 382     | 0,62  |
| 5   | Петар Дубаић           | Абецеда демокрације                      | 337     | 0,55  |
| 6   | Вељко Џакула           | Заједница Срба Хрватске                  | 2.521   | 4,12  |
| 7   | Ратко Гајица           | Самостална демократска српска странка    | 9.683   | 15,83 |
| 8   | Драган Хинић           | Српска народна странка                   | 941     | 1,54  |
| 9   | Цвијо Јандрић          | Социјалистичка радничка партија Хрватске | 373     | 0,61  |
| 10  | Љубица Јаворина-Шолаја | Партија подунавских Срба                 | 1.267   | 2,07  |
| 11  | Владимир Косић         | Партија подунавских Срба                 | 1.046   | 1,71  |
| 12  | Раде Лесковац          | Партија подунавских Срба                 | 6.694   | 10,94 |
| 13  | Светозар Ливада        | Заједница Срба Хрватске                  | 2.434   | 3,98  |
| 14  | Бранко Лубовац         | Заједница Срба Хрватске                  | 659     | 1,08  |
| 15  | Милутин Лукић          | Социјалистичка радничка партија Хрватске | 618     | 1,01  |
| 16  | Милица Марић           | Хрватска странка младих                  | 567     | 0,93  |
| 17  | Дејан Медаковић        | Социјалистичка радничка партија Хрватске | 706     | 1,15  |
| 18  | Милорад Пуповац        | Самостална демократска српска странка    | 15.466  | 25,28 |
| 19  | Војислав Станимировић  | Самостална демократска српска странка    | 13.122  | 21,45 |
| 20  | Лука Шушак             | Српска народна странка                   | 1.557   | 2,55  |